# 阿達瑪 (埃塞俄比亚)
阿達瑪（奧羅莫語︰Adaamaa，吉茲字母︰ādāmā）位於埃塞俄比亞中部，曾經是奧羅米亞州的首府，座標8°33′N 39°16′E / 8.55°N 39.27°E，在阿迪斯阿貝巴東南99公里。根據埃塞俄比亞中央統計局2005年的資料，城市人口228,623，其中男性114,255人，女性114,368人。阿達瑪是繁忙的交通樞紐，是連接阿迪斯阿貝巴和德雷達瓦的道路的中途站。

## 延伸閱讀
- Briggs, Philip.  Guide to Ethiopia. Old Saybrook, Connecticut: Globe Pequot Press, 1995. ISBN 1-56440-814-0

## 外部連結
- Adama Chamber of Commerce